# Jesličky

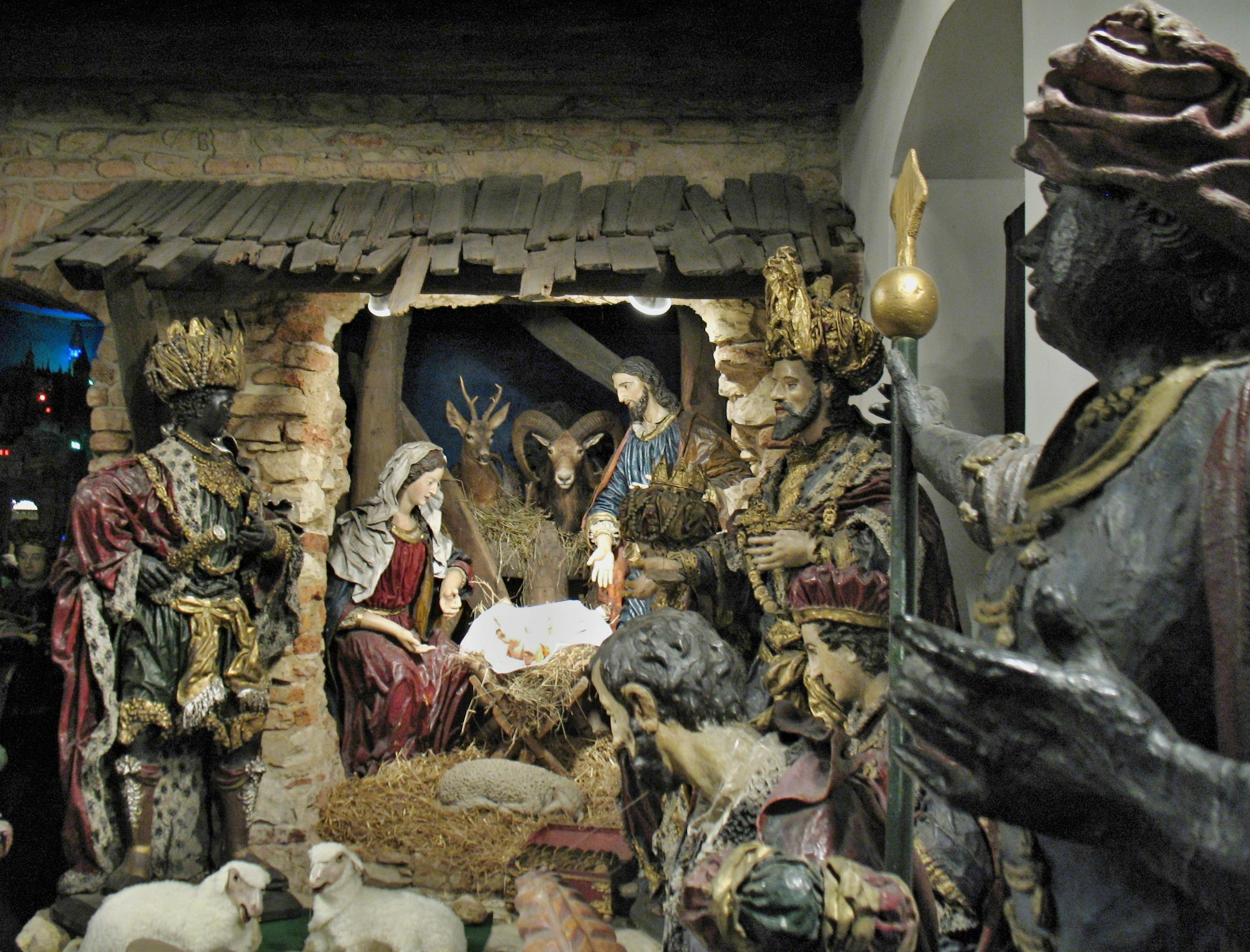
Barokní betlém z 18. století v kapucínském klášteře v Praze na Hradčanech, jeden z nejstarších betlémů v České republice

Betlém nebo též jesličky je plastické zobrazení scény narození Ježíše Krista.
Ústřední téma je Svatá rodina, Panna Maria a svatý Josef v nuzném chlévě pečující o právě narozeného Ježíška, který leží na seně v jesličkách. Pastýři a orientální Tři králové přinášejí dary, scéna bývá doplněna i zvířaty (vůl, oslík, ovce i jiná) a případně andělem provolávajícím „Sláva na výsostech Bohu a na zemi pokoj lidem dobré vůle“. Betlémy byly a jsou vytvářeny z nejrůznějších materiálů: dřevěné, keramické, papírové, perníkové aj. V některých místech je i tradice živých betlémů, kde jsou postavy představovány živými lidmi ve formě buď statického výjevu nebo i hrané scény.
Jesličky jsou zemědělské zařízení pro zakládání sena ve chlévě a Maria do nich Ježíše položila podle Lukášova evangelia kvůli tomu, že nebylo místo k ubytování.

## Jesličky svatého Františka z Assisi
Pro vznik tradice jesliček – betlému – měla význam událost, která se stala v roce 1223. Tehdy pozval italský šlechtic Giovanni di Velita Františka z Assisi, aby strávil Vánoce na jeho panství.
 

Budoucí světec si prý přál vidět, jak právě narozený Ježíšek leží v nuzném chlévě na seně v jesličkách, a rozhodl se, že tento výjev zobrazí. Vybral si pro ni jeskyni na vrcholu skalnatého kopce u vesničky Greccio, kterou upravil jako kapli a uspořádal v ní výjev narození Páně. Sem pozval v noci 24. prosince vesničany z širého okolí. Když nastala půlnoc, rozezněly se všude zvony a kopec se míhal mnoha světly, jak si příchozí svítili na cestu pochodněmi. Když vystoupali k jeskyni, uviděli jesličky, oslíka a telátko. Při nich sloužil kněz mši a František četl úryvky z Lukášova evangelia, které jediné vypráví podrobněji o Kristově narození.

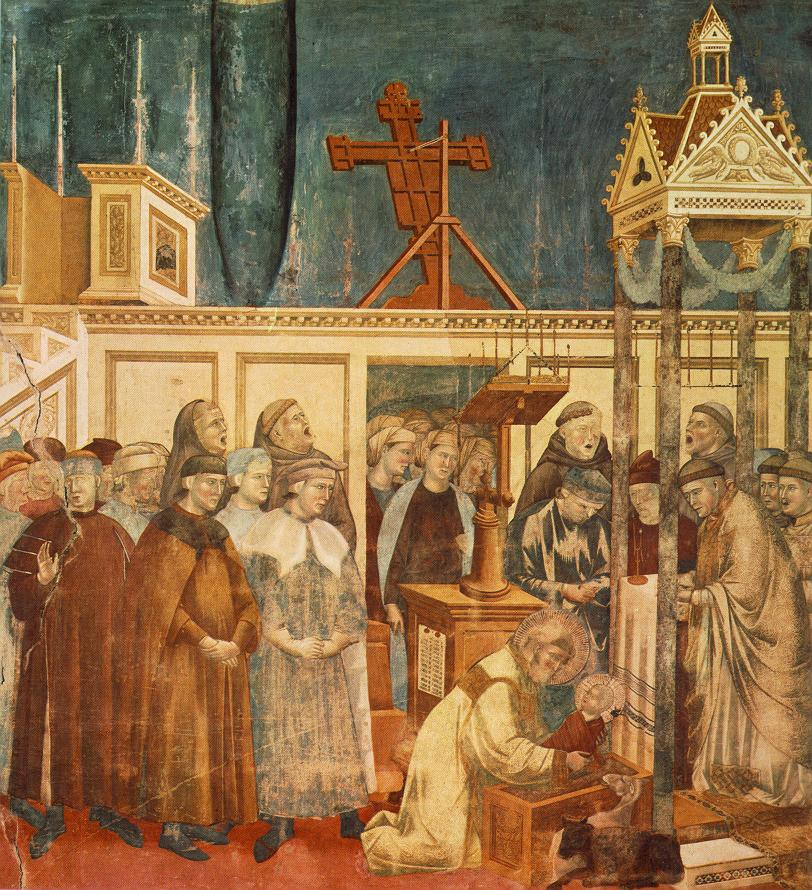
Giotto di Bondone: Sv. František připravuje jesličky v Grecciu

Podle tradice byla tato událost nejen prvním „betlémem“, ale byla tu prý poprvé sloužena i půlnoční mše.
Tato událost se stala námětem vánoční hry se zpěvy Jesličky svatého Františka. V roce 1995 ji napsal český hudební skladatel Pavel Helebrand a v současnosti je uváděna vždy v předvánočním čase a na druhý svátek vánoční v kostele svatého Václava v Ostravě.

## Šlechtické betlémy
Počátky miniaturních betlémů kolem roku 1600 jsou spojeny s intarzovanými ebenovými kabinety období manýrismu, uvnitř kterých se otevírá domácí oltářík se stříbrnými či slonovinovými figurkami. Betlémské oltáříky existovaly také samostatně, a stavěly se na oltářní menzu. K prvním tvůrcům patřil stříbrník Abraham Lotter v Augsburgu, nejstarší příklady jeho prací se dochovaly v Mnichově a v Loretě v Praze na Hradčanech.

## Chrámové betlémy

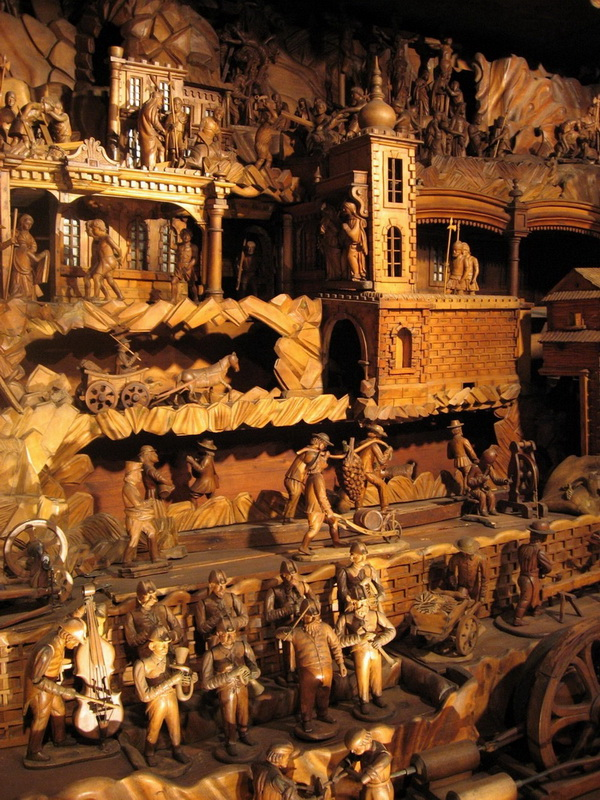
Třebechovický betlém (levá část)

Nejstarší chrámové betlémy byly zaváděny po Tridentském koncilu, zejména od 17. století do 1. poloviny 18. století, řeholníky z řádů františkánů, kapucínů a servitů. Nejhonosnější český barokní betlém z 1. poloviny 18. století s figurami v životní velikosti a v původních barokních kostýmech patří kapucínům při kostele Panny Marie Andělské při Loretě v Praze na Hradčanech. Během 2. poloviny 19. století byl opraven a doplněn o mechanické prvky.

## Lidové betlémy
Do lidového prostředí se betlémy dostaly s reformami Josefa II. na konci 18. století. Josef II. nařídil uzavření některých církevních objektů a betlémy, do té doby stavěné v kostelích, odtud byly vykázány. Tehdy přišlo o zdroj obživy mnoho malířů a pozlacovačů, kteří dosud pracovali hlavně pro církev. Hledali tedy jiný způsob, jak se uživit a začali s betlémy.

## Sdružení betlemářů
V roce 1950 vznikla světová asociace betlemářů. U zrodu stál Ital Angelo Stefanucci, který byl také prvním prezidentem. Zakládajícími členy světové asociace betlémářů UN-FOE-PRAE (Universalis Foederatio Praesepistica) byly betlémářské organizace Itálie, Německa, Francie, Rakouska, Švýcarska a Španělska. Sídlo organizace je v Římě. Asociace koná vždy po čtyřech letech světový kongres spojený s výstavou betlémů. V roce 2004 byl kongres spolu s výstavou svolán do Hradce Králové. České sdružení přátel betlémů vzniklo 10. listopadu 1990 v Hradci Králové. Jeho prvním předsedou byl PhDr. Vladimír Vaclík, který se v roce 2001 stal i předsedou světové betlémářské federace a její sídlo se tak přesunulo do Hradce Králové. Do světové asociace bylo přijato v roce 1995. Sdružení má v ČR asi 550 členů a 15 regionálních poboček.

## Známé české betlémy
- Největší betlém na světě vytvořil řezbář Jiří Halouzka v Jiříkově a má 138 (prosinec 2007) dřevěných soch v životní velikosti.[4]
- Barokní betlém v klášteře kapucínů u Lorety v Praze na Hradčanech
- Žižkovský betlém[5]
- Krýzovy jesličky
- Mohelnický betlém
- Třebechovický betlém
- Rouhův betlém z Velešína

## Galerie

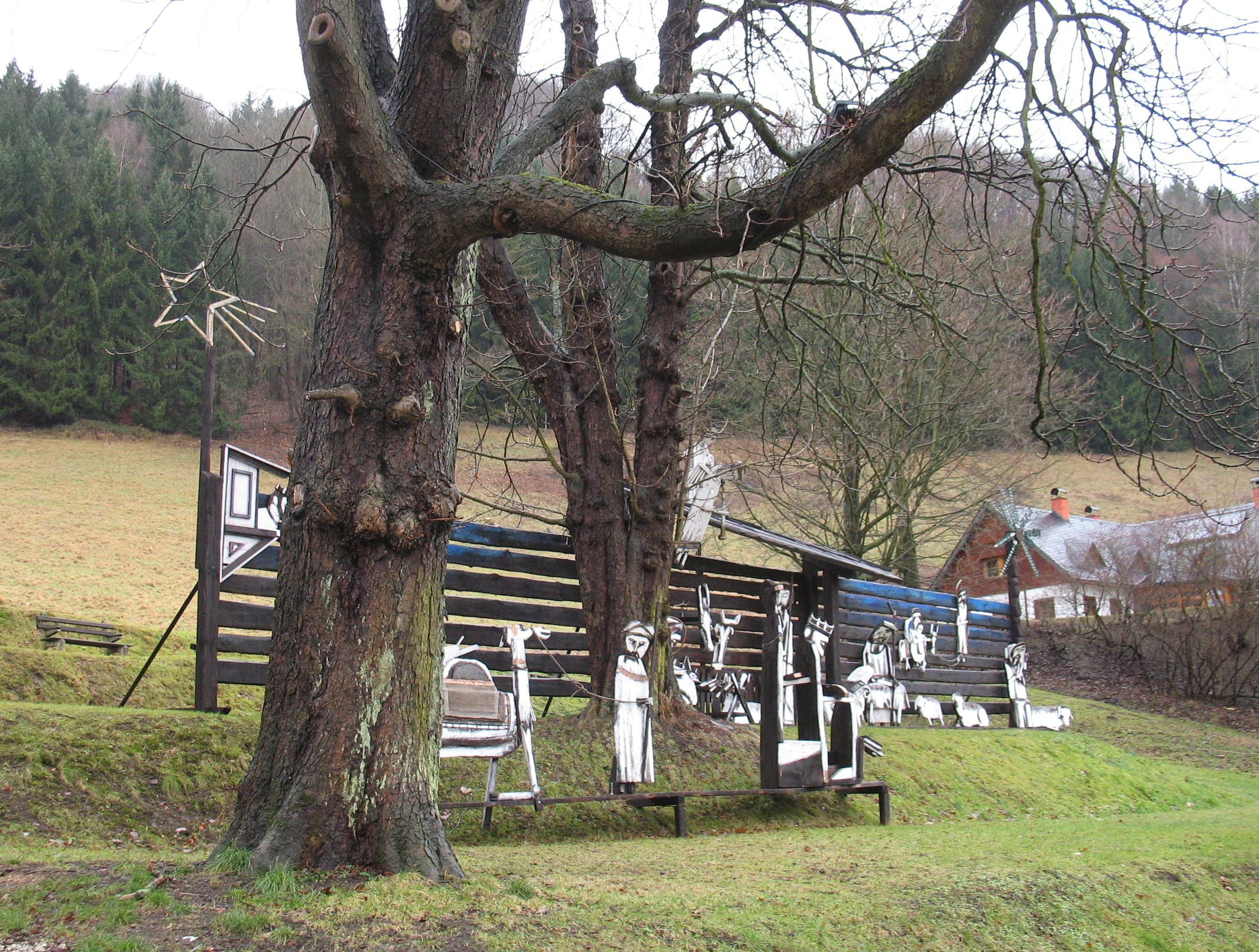
Betlém Josefa Jíry v Kryštofově Údolí
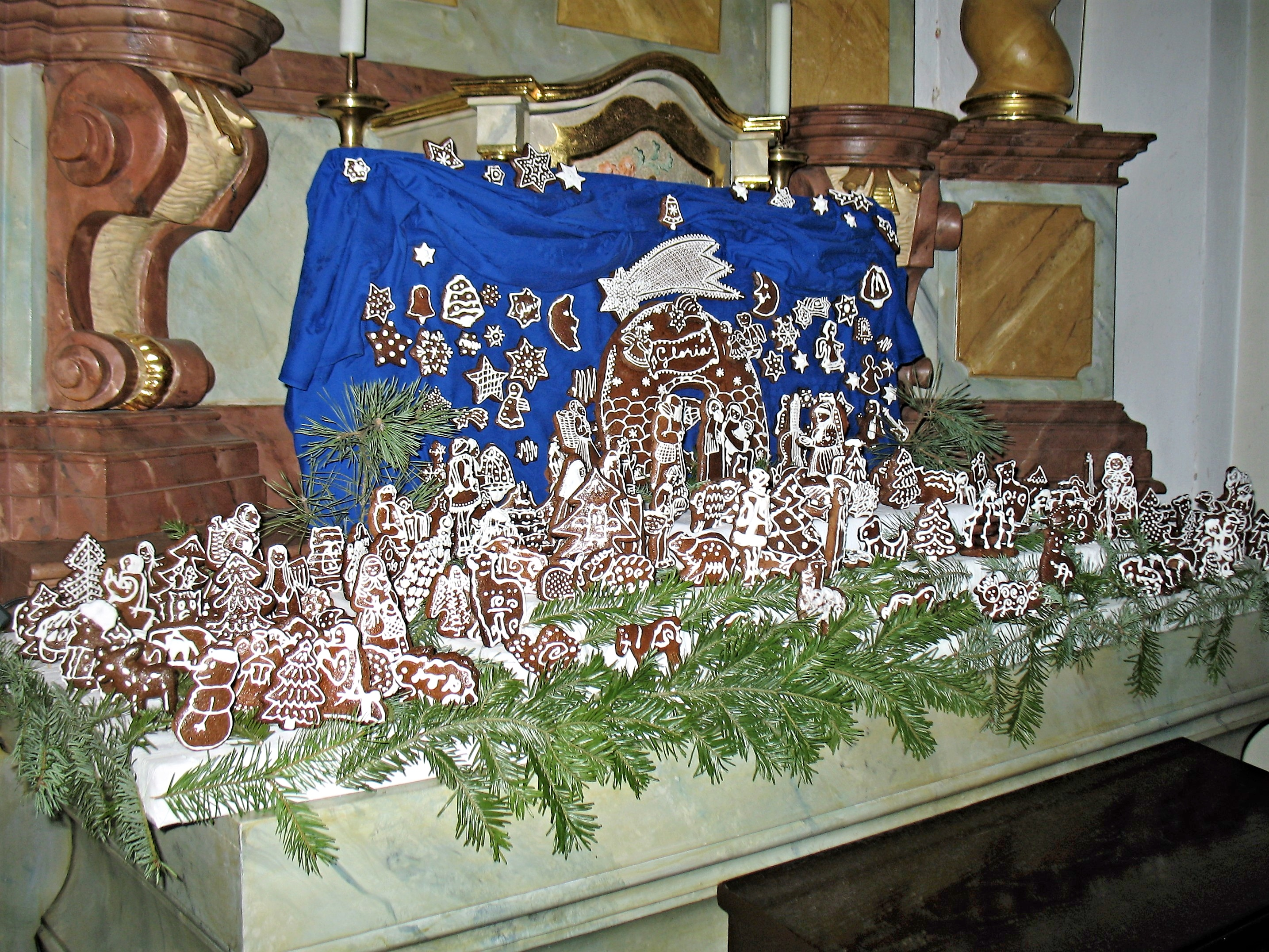
Perníkový betlém v kostele sv. Petra a Pavla v Bohnicích (2020)
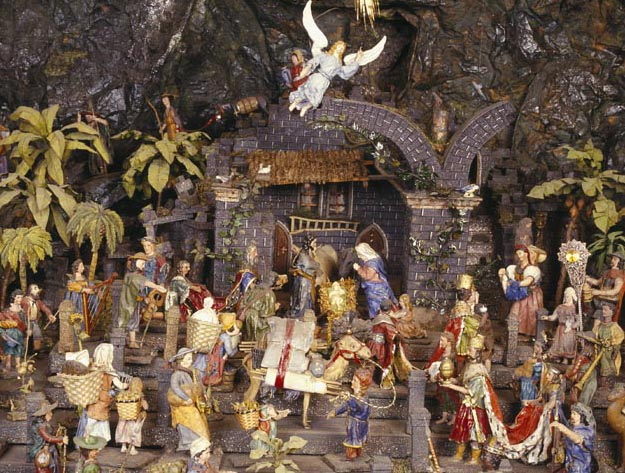
Ústřední část Krýzových jesliček
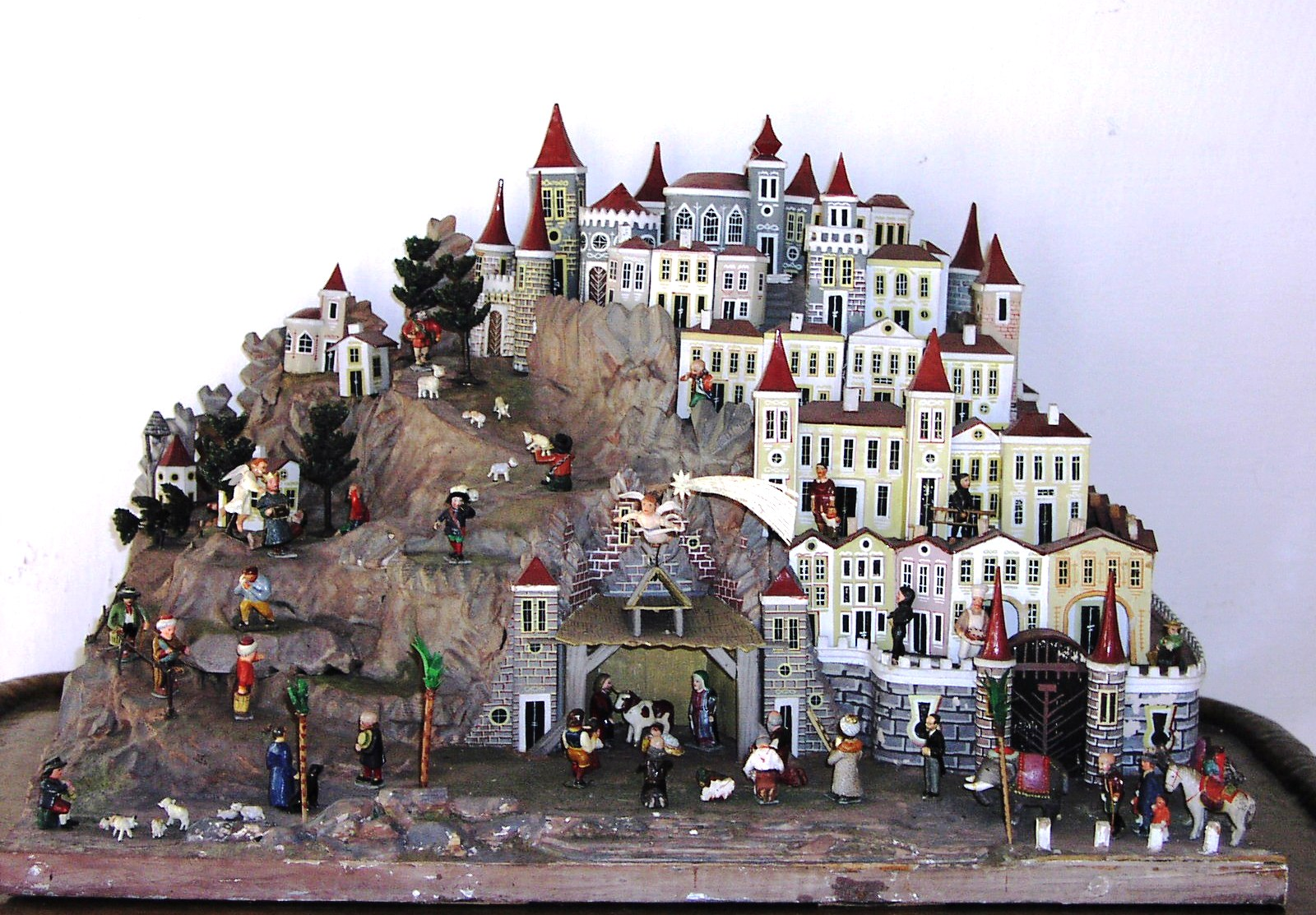
Betlém z Králíků (19. stol.)
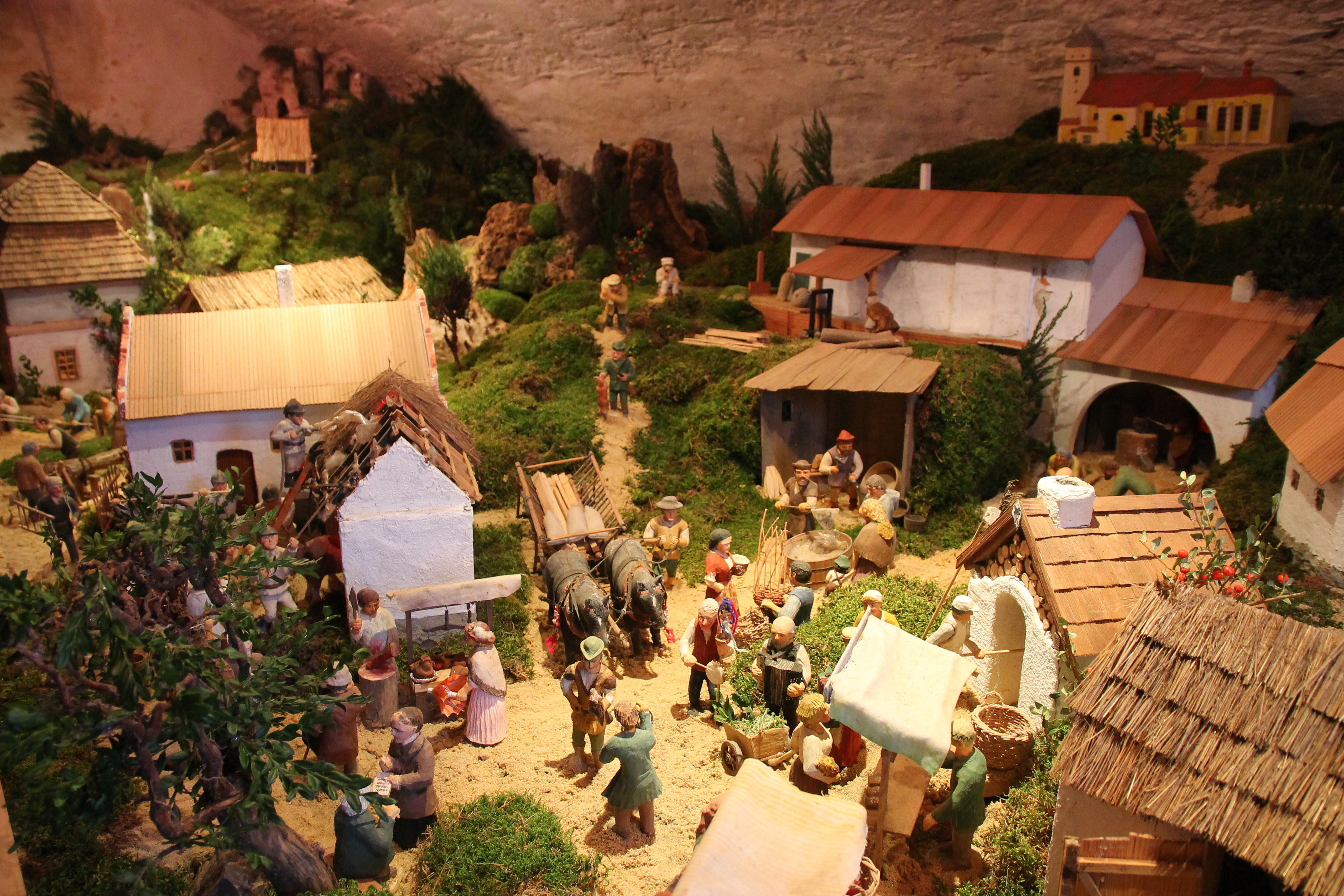
Rouhův betlém z Velešína
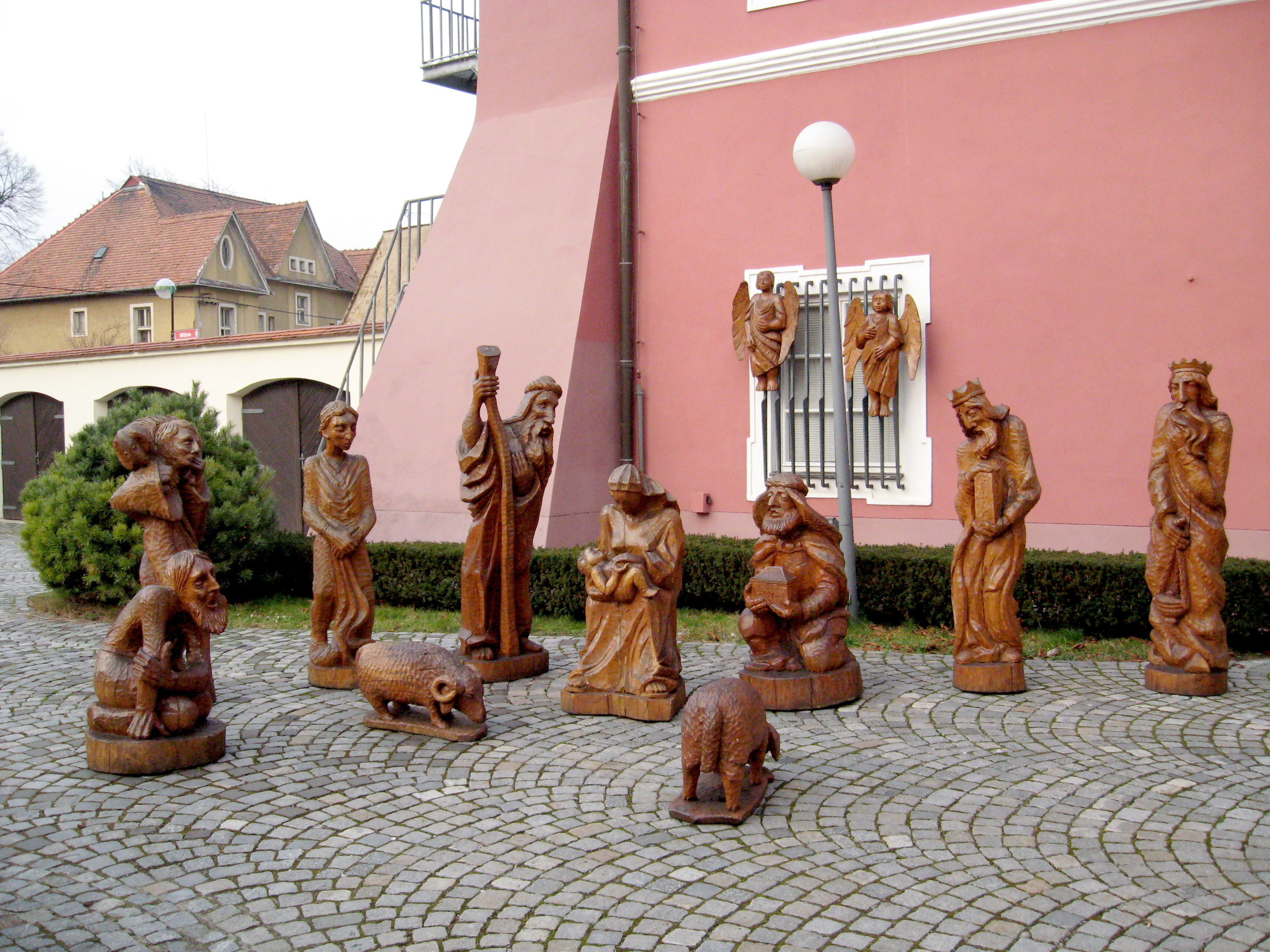
Dřevěný betlém v Uherském Hradišti (2008)